# Lista das principais personagens bíblicas
A Bíblia é uma coleção canônica de textos considerados sagrados no judaísmo ou no cristianismo. Diferentes grupos religiosos incluem diferentes livros em seus cânones, em diferentes ordens, e às vezes dividem ou combinam livros, ou incorporam material adicional aos livros canônicos. As Bíblias cristãs variam entre os sessenta e seis livros do cânone protestante e os oitenta e um livros do cânone da Igreja Ortodoxa Etíope.

## Bíblia hebraica

### Profetas
- Samuel

- Enoque

### Reis
- Davi

- Salomão

### Sacerdotes
- Arão

- Eleazar

- Eli

- Fineias

### Tribos de Israel
Conforme o Livro de Gênesis, os israelitas eram descendentes dos filhos de Jacó, que passou a se chamar Israel após lutar com um anjo. Seus doze filhos homens se tornaram os ancestrais das Doze Tribos de Israel.
- Aser

- Benjamin

- Dã

- Gade

- Issacar

- José, que foi dividida em duas tribos descendentes de seus filhos:
  - Tribo de Efraim
  - Tribo de Manassés

- Judá

- Levi

- Naftali

- Rúben

- Simeão

- Zebulom

## Deuterocanônico

### Macabeus
- Eleazar Auarã

- João Gadi

- João Hircano

- Jônatas Afus

- Judas Macabeu

- Matatias

- Simão Tasi

### Governantes gregos
- Alexandre, o Grande[1]

- Antíoco III Magno

- Antíoco IV Epifânio

- Filipe II da Macedônia

### Governantes persas
- Astíages

- Dario III

### Outros
- Baruque

- Tobias

- Judite

- Susana

## Novo Testamento

### Jesus e seus familiares
- Jesus Cristo

- Maria, mãe de Jesus

- José

- Irmãos de Jesus
  - Tiago (muitas vezes identificado com Tiago, filho de Alfeu)
  - José
  - Judas (muitas vezes identificado com Tadeu)
  - Simão

- Tios de Jesus (em algumas tradições)
  - Maria Salomé
  - Zebedeu
  - Maria de Cléofas
  - Cléofas (muitas vezes identificado com Alfeu ou Clopas)

### Apóstolos de Jesus
Os treze:
- Pedro (também conhecido como Simão ou Cefas)

- André (irmão de Simão Pedro)

- Tiago, filho de Zebedeu

- João, filho de Zebedeu

- Filipe

- Bartolomeu, também conhecido como "Natanael"

- Tomé

- Mateus, também conhecido como "Levi"

- Tiago, filho de Alfeu

- Judas, filho de Tiago (também conhecido como Tadeu ou Lebeu)

- Simão, o Zelote

- Judas Iscariotes (o traidor)

- Matias[3]

Outros:
- Paulo[4]

- Barnabé[5]

### Sacerdotes
- Caifás, sumo sacerdote

- Anás, primeiro sumo sacerdote da Judeia romana

- Zacarias, pai de João Batista

### Profetas
- Ágabo

- Ana

- Simeão

- João Batista

### Outros fiéis
- Apolo

- Áquila

- Dionísio, o Areopagita

- Epafras, companheiro de prisão de Paulo,[6] companheiro de obra[7]

- Joana, esposa de Cusa

- João Marcos (frequentemente identificado com Marcos)

- José de Arimateia

- Lázaro

- Lucas

- Marcos

- Marta

- Maria Madalena

- Maria de Betânia

- Maria de Jerusalém

- José de Arimateia

- Nicodemos

- Onésimo

- Filemom

- Priscila

- Silas

- Sópatro

- Susana

- Estêvão, primeiro mártir

- Timóteo

- Tito

### Governantes seculares
- Agripa I, chamado de "Rei Herodes" ou "Herodes" em Atos 12

- Félix, governador da Judeia, que estava presente no julgamento de Paulo, e sua esposa Drusila em Atos 24:24

- Herodes Agripa II, rei de vários territórios, diante de quem Paulo fez sua defesa em Atos 26.

- Herodes Antipas, chamado de "Herodes, o Tetrarca" ou "Herodes" nos Evangelhos e em Atos 4:27

- Herodias

- Herodes, o Grande

- Filipe, o tetrarca

- Pôncio Pilatos

- Salomé, filha de Herodias

- Quirino

#### Imperadores romanos
- Augusto

- Tibério

- Nero